# ماسینیو-دو-ریو
ماسینیو-دو-ریو (به فرانسوی: Massignieu-de-Rives) یک کمون در فرانسه است که در Canton of Belley واقع شده‌است.

## خصوصیات
ماسینیو-دو-ریو ۹٫۵۲ کیلومترمربع مساحت و ۵۷۳ نفر جمعیت دارد و ۲۷۰ متر بالاتر از سطح دریا واقع شده‌است.